# Tephrosia pinifolia
Tephrosia pinifolia är en ärtväxtart som beskrevs av Du Puy och Jean-Noël Labat. Tephrosia pinifolia ingår i släktet Tephrosia och familjen ärtväxter. IUCN kategoriserar arten globalt som otillräckligt studerad. Inga underarter finns listade i Catalogue of Life.